# Selma Lagerlöf
Selma Ottilia Lovisa Lagerlöf (Svédország, Mårbacka, 1858. november 20. – Mårbacka, 1940. március 16.) svéd írónő. Nemzetközi sikert a Nils Holgersson csodálatos utazása Svédországon át című gyermekkönyvével ért el. Az első nő, aki irodalmi Nobel-díjban részesült. Az újromantika és az impresszionizmus képviselője.

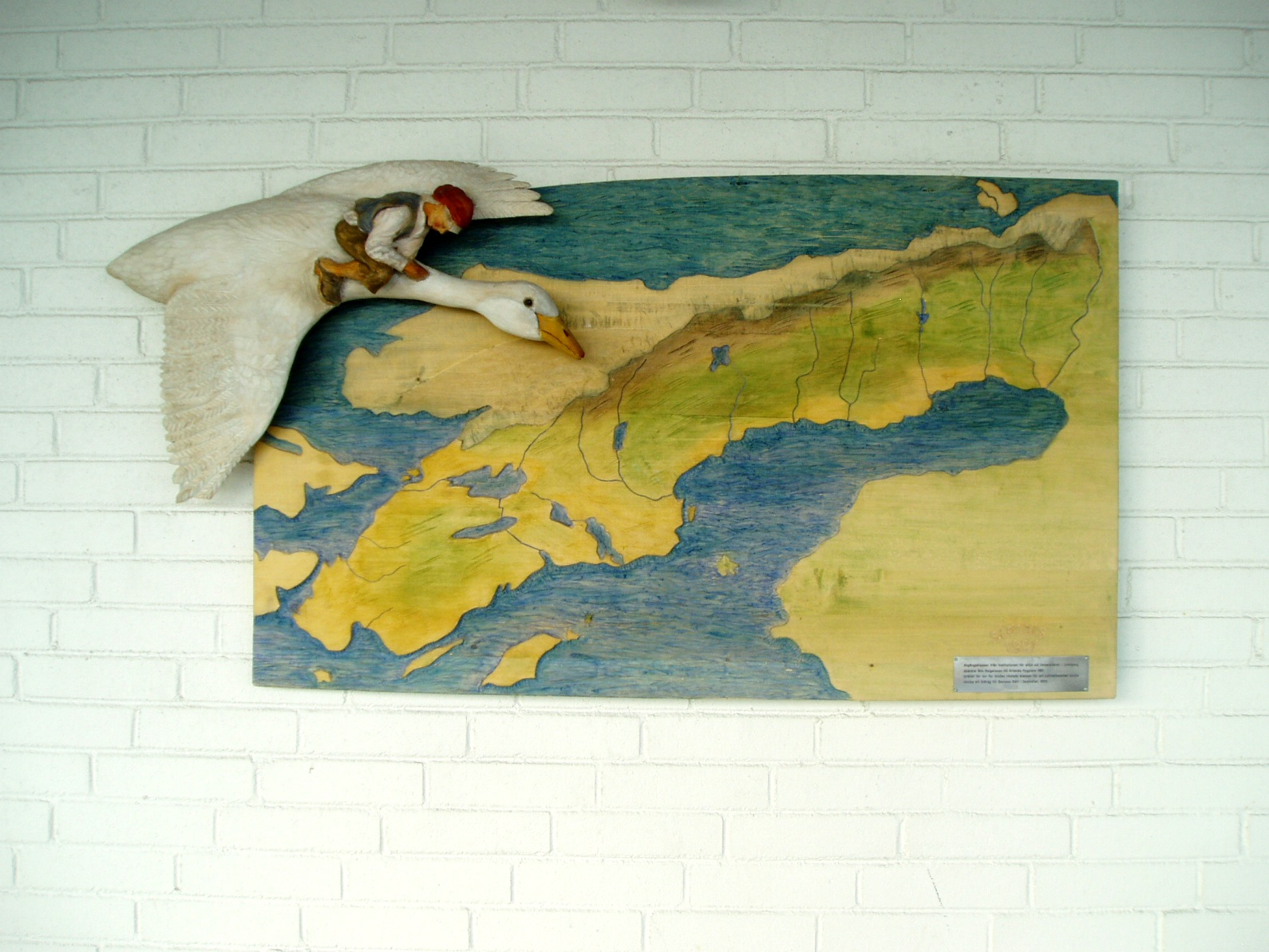
A Nobel-díjjal a Svéd Akadémia elismerte a Nils Holgersson meseregényben kifejezett mélyen morális gondolatot is: "inkább maradjak örökké törpe, mint hogy eláruljam a barátomat" (relief a linköpingi repülőtéren)

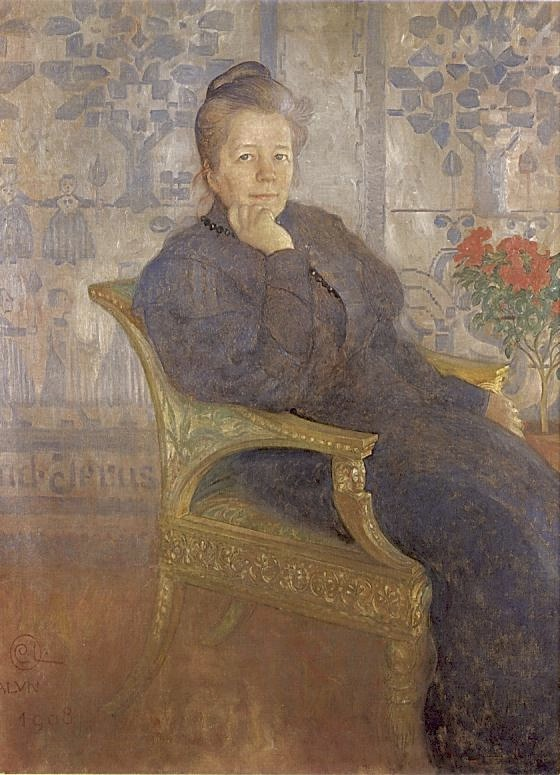
Carl Larsson festménye (1908)

## Életpályája
Selma Lagerlöf 1858. november 20-án született a värmlandi Mårbackában (ejtsd: [mórbakka]), Nyugat-Svédországban. Édesapja, Erik Gustaf Lagerlöf nyugalmazott hadnagy és földbirtokos volt, édesanyja Louise Elisabeth Wallroth vagyonos filipstadi kereskedőcsaládból származott. Szülei mély evangélikus vallásossága Selma egész életére és író munkásságára is kihatott.
Apai nagyszülei, Daniel Lagerlöf katonai írnok és uradalmi intéző, és felesége Lisa Maja Wennerwik, szintén lelkészcsaládból származtak. A nagymama előtt Mårbackát három generáción át a család női tagjai örökölték, és mindegyikük lelkészhez ment feleségül. Apai nagyszüleinek történetét Selma Lagerlöf a Liljecronas Heimat című regényében örökítette meg.
Mivel csípőproblémával született, ráadásul három éves korában megfertőződött a gyermekbénulással is, sánta maradt, édesapja pedig szégyellte fogyatékosságát, a kis Selmát otthon tanították, így a többi gyerektől elszigetelten nőtt fel a családi birtokon. Nagyanyjától hallotta azokat a meséket és legendákat, amelyek később műveiben felbukkannak.
1885-től 1895-ig egy lányiskolában tanított. Ekkor fogott bele első regényébe, a Gösta Berling történetei (1891) című terjedelmes munkába (eredeti címe Gösta Berlings saga). A könyv először nem aratott nagy sikert, csak a dán fordítás 1893-as megjelenése után, Georg Brandes pozitív kritikájának hatására vált a svéd romantikus megújulás részévé.
1894-ben ismerkedett meg Sophie Elkan írónővel, akiben barátra és társra lelt. A fennmaradt levelezésük alapján kapcsolatuk szerelmi jellegű volt.
Miután 1895-ben felhagyott a tanítással, a Svéd Akadémia pénzügyi támogatása mellett minden idejét az írásnak szentelte. Sophie Elkannal közös szicíliai utazásai ihletésére született az Antikrisztus csodái (1897) című regénye.
1906-1907-ben megjelent a legnagyobb nemzetközi népszerűségnek örvendő ifjúsági könyve, a Nils Holgersson csodálatos utazása, melyben egy parányira összement kisfiú utazza be Svédországot vadludak hátán. A meseregény az író eredeti szándéka szerint – földrajz-tankönyv. Ebből a művéből később népszerű rajzfilmsorozat készült, melyet Magyarországon is vetítettek.
Selma Lagerlöf Nils Holgersson ifjúsági könyve legalább akkora siker volt a művelt világban, mint Rudyard Kipling 1894-ben írt A dzsungel könyve című regénye. Több mint negyven nyelvre lefordították Lagerlöf művét, Magyarországon is húsznál több kiadást ért meg.
1909-ben kapta a Nobel-díjat „magasrendű idealizmusa, élénk képzelete és szellemi érzékenysége elismeréséül”. A díjjal a Svéd Akadémia elismerte a Nils Holgersson meseregényben kifejezett mélyen morális gondolatot is: "inkább maradjak örökké törpe, mint hogy eláruljam a barátomat". A Nobel-díjjal járó jutalomból visszavásárolta a családi birtokot, a szeretett Mårbackát, ahol született, s amely alkoholista apja adósságai miatt úszott el annak halála után. 1912-ben jelent meg A halál kocsisa című műve, amelyből Victor Sjöström rendezett filmet.
Lagerlöf műveire jellemző a misztikum keveredése a valósággal, a meseszerű elemek megjelenése a realista környezetben. Lagerlöf világa a démonok és tündérek lakta Svédország.
A második világháború közeledtével Lagerlöf segített német értelmiségieket kimenekíteni Németországból a náci rémuralom elől. Amikor a Szovjetunió 1939-ben megtámadta Finnországot, Selma Lagerlöf a Nobel-díjjal járó aranyérmét elküldte a finn kormánynak azzal a szándékkal, hogy segítse őket a Szovjetunió elleni harcban. Bár a finn kormányt a gesztus mélyen meghatotta, az érmet visszaküldte az írónőnek.
Per Olov Enquist Képcsinálók című drámájában azt dolgozta fel, miképp hatott Lagerlöf életére és munkájára apja alkoholizmusa. A dráma színpadi- (1998) és tévéfilmváltozatát (2000) is Ingmar Bergman rendezte.
Élete utolsó évtizedeiben megírta dokumentumértékű három vaskos könyvet kitevő memoár köteteit. 81 évesen, otthonában érte a halál.

## Ismertebb művei
- Gösta Berling története (Gösta Berlings saga), 1891 (megfilmesítették 1924-ben Greta Garbóval a főszerepben)
- Jeruzsálem (Jerusalem), 1901-1902 (megfilmesítették)
- Nils Holgersson csodálatos utazása Svédországban (Nils Holgersson underbara resa genom Sverige), 1906-07 (megfilmesítették)

## Magyarul

### 1919-ig
- A leghatalmasabb érzés. Regény; ford. Zempléni P. Gyuláné; Magyar Kereskedelmi Közlöny, Bp., 190?
- A nagy legenda. Regény; ford. Jób Dániel; Magyar Hírlap, Bp., 1904
- Egy udvarház története. Elbeszélés; ford. Palágyi Flóra; Lampel, Bp., 1906 (Magyar könyvtár)
- Az Antikrisztus csodája, 1-3.; ford. Körmöczy Ernő; Bácskai Napló, Szabadka, 1908
- Szent Veronika zsebkendője és egyéb elbeszélések; ford. Osváth Kálmán; Singer-Wolfner, Bp., 1911 (Egyetemes regénytár)
- Helga; ford. Benedek Marcell; Lampel, Bp., 1914 (Magyar könyvtár)
- Az Antikrisztus csodái. Regény, 1-2.; ford. Pogány Kázmér; Lampel, Bp., 1910
- Legendák; ford. Pogány Kázmér; Lampel, Bp., 1910 (Magyar könyvtár)
- Arne úr kincse. Regény; Légrády Testvérek, Bp., 1912 (Legjobb könyvek)
- Az ezüstbánya és egyéb elbeszélések; ford. Osváth Kálmán; Lampel, Bp., 1912 (Magyar könyvtár)
- Gösta Berling. Regény 1-2.; ford. Benedek Marcell; Lampel, Bp., 1912
- Krisztus legendák. Kilencz képpel; ifjúság számára ford. Osváth Kálmán; Hegedüs és Sándor, Debrecen, 1912 (Protestáns ifjúsági és népkönyvtár)
- Legenda a karácsonyi rózsáról / Legenda a madárfészekről / Friderika kisasszony; ford. Altai Margit; Athenaeum, Bp., 1913 (Modern könyvtár)
- A betlehemi gyermek; Spády, Bp., 1913 (Modern ifjúsági könyvtár)
- Liljecrona otthona. Regény; ford. Leffler Béla; Lampel, Bp., 1914
- Marianna; ford. Benedek Marcell; Lampel, Bp., 1917 (Magyar könyvtár)
- Arne úr kincse; Érdekes Újság, Bp., 1918 (Legjobb könyvek)
- Egy elhagyott ház története; ford. Csetényi Erzsi; Singer-Wolfner, Bp., 1918 (Milliók könyve)
- Krisztusi legendák; ford. Bethlen Pál; Bródy, Bp., 1919

### 1920–1944
- A halál kocsisa; ford. Antal Sándor, Bolgár Imre; Bécsi Magyar Kiadó, Wien, 1921 (Regényfüzér)
- Krisztus-legendák; ford. Altay Margit; Hajnal, Bp., 1921
- Niels Holgersen csodálatos utazása a vadludakkal. Ford. Tábori Piroska. Budapest: Tarka Könyvek, 1921. 32 p. Online
- A császár; ford. Dobosi Pécsi Mária; Singer-Wolfner, Bp., 1925
- A császár; ford. Leffler Béla; Franklin, Bp., 1925 (Külföldi regényírók)
- Krisztus-legendák. ford. Leffler Béla; Franklin, Bp., 1926 (Külföldi regényírók)
- Jeruzsálem. 1-2.; ford. Gerely Jolán; Franklin, Bp., 1928 (Külföldi regényírók)
- A halál kocsisa. Elbeszélés. Ford. Leffler Béla. Gyoma: Kner, 1929. 158 p. Online
- A generális gyűrűje; ford. Leffler Béla; Franklin, Bp., 1931 (Külföldi regényírók)
- Amikor én kislány voltam. Ford. G. Beke Margit, ill. Belatiny Braun Olga. Budapest: Athenaeum, 1936. 231 p.
- Csodálatos utazás: Nils Holgersson útja a vadludakkal. Ford. G. Beke Margit, ill. Belatiny Braun Olga. Budapest: Athenaeum, 1937. 220 p.
- Az antikrisztus csodái. Ford. Pogány Kázmér. Budapest: Franklin Társulat, 1942. 337 p.

### 1945–
- Veronika kendője. Cleveland, Ohio. Katolikus Magyarok Vasárnapja, 1950-es évek. 95 p. Ser. Magyar könyvtár
- Nils Holgersson csodálatos utazása. Ford. Beke Margit, ill. Kass János. Budapest: Móra Kiadó, 1958. 350 p.
- Gorgo, a sasfióka; ford. Szilágyi Domokos; Ifjúsági, Bukarest, 1964 (Mesetarisznya) 
  - részlet a Nils Holgersson csodálatos utazásából
- Arne úr kincse / Helga. Kisregények; ford. Benedek Marcell; Móra, Bp., 1991 (Csíkos könyvek)
- Jeruzsálem, 1-2.; ford. Eugen Storlind; Storlinds, Helsingborg, 2003
  - 1. Dalarnában
  - 2. A Szentföldön
- Krisztus-legendák. Ford. és az előszót írta Tóth Sándor. Budapest: Szt. István Társ., 2008. 193 p. ISBN 978-963-277-004-8
- Az Antikrisztus csodái; ford. Tóth Sándor, Palatinus, Bp., 2016. ISBN 978-963-274-160-4
- A karácsonyi rózsa legendája; ford. Kőrösiné Merkl Hilda, Kairosz, Bp., 2017. ISBN 978-963-662-909-0
- Mi Urunk és Szent Péter; (magyar, svéd, német, francia és angol nyelven), Idahegyi K., Bp., 2019
- Löwensköld-trilógia; ford. Leffler Béla, szerk. Kúnos László, Luther, Bp., 2022 ISBN 978-963-380-231-1
  - A generális gyűrűje
  - Charlotte Löwensköld
  - Anna Svärd

## Társasági tagság

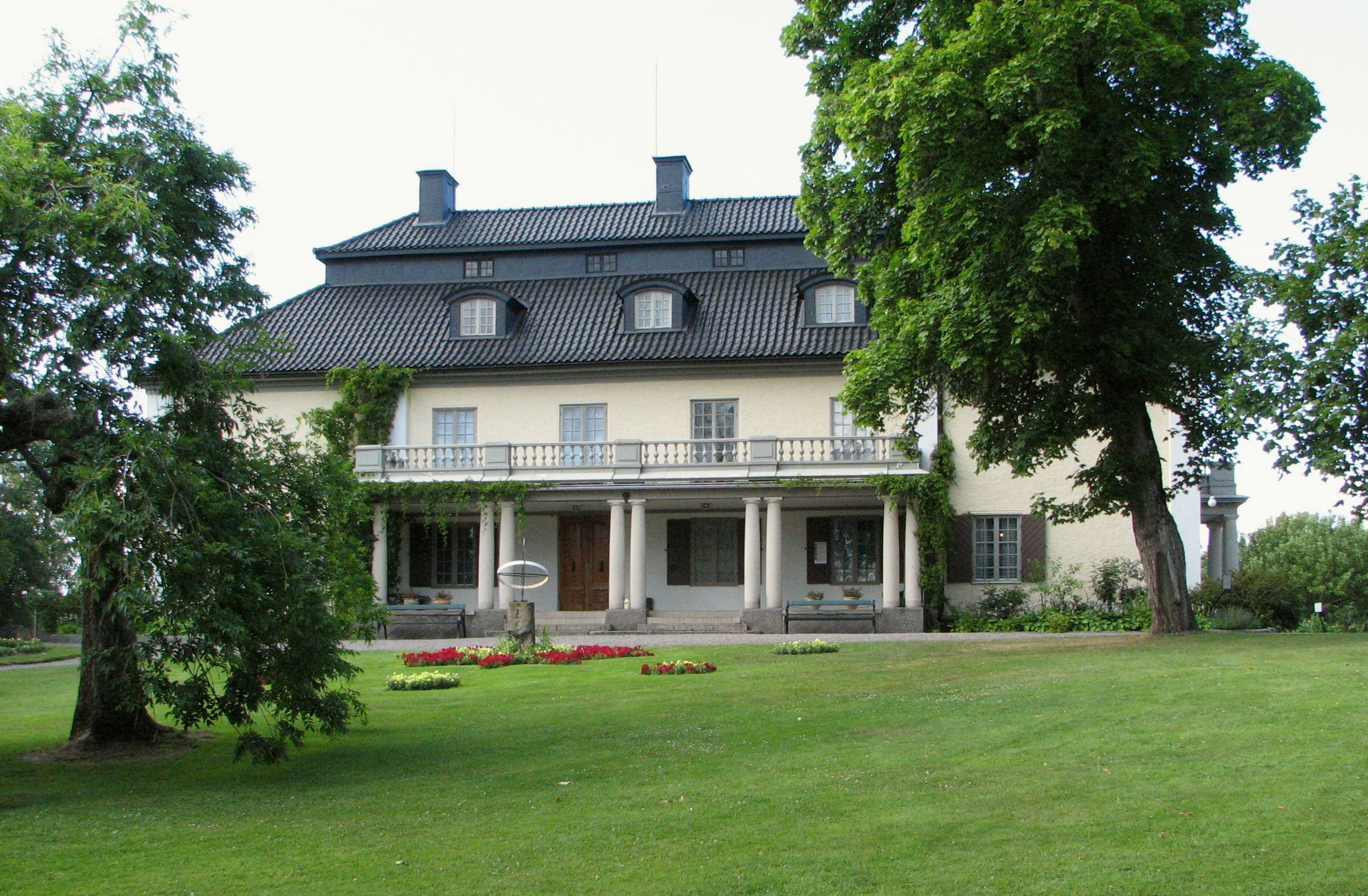
Az írónő háza Mårbackán, ebben született és ebben halt meg

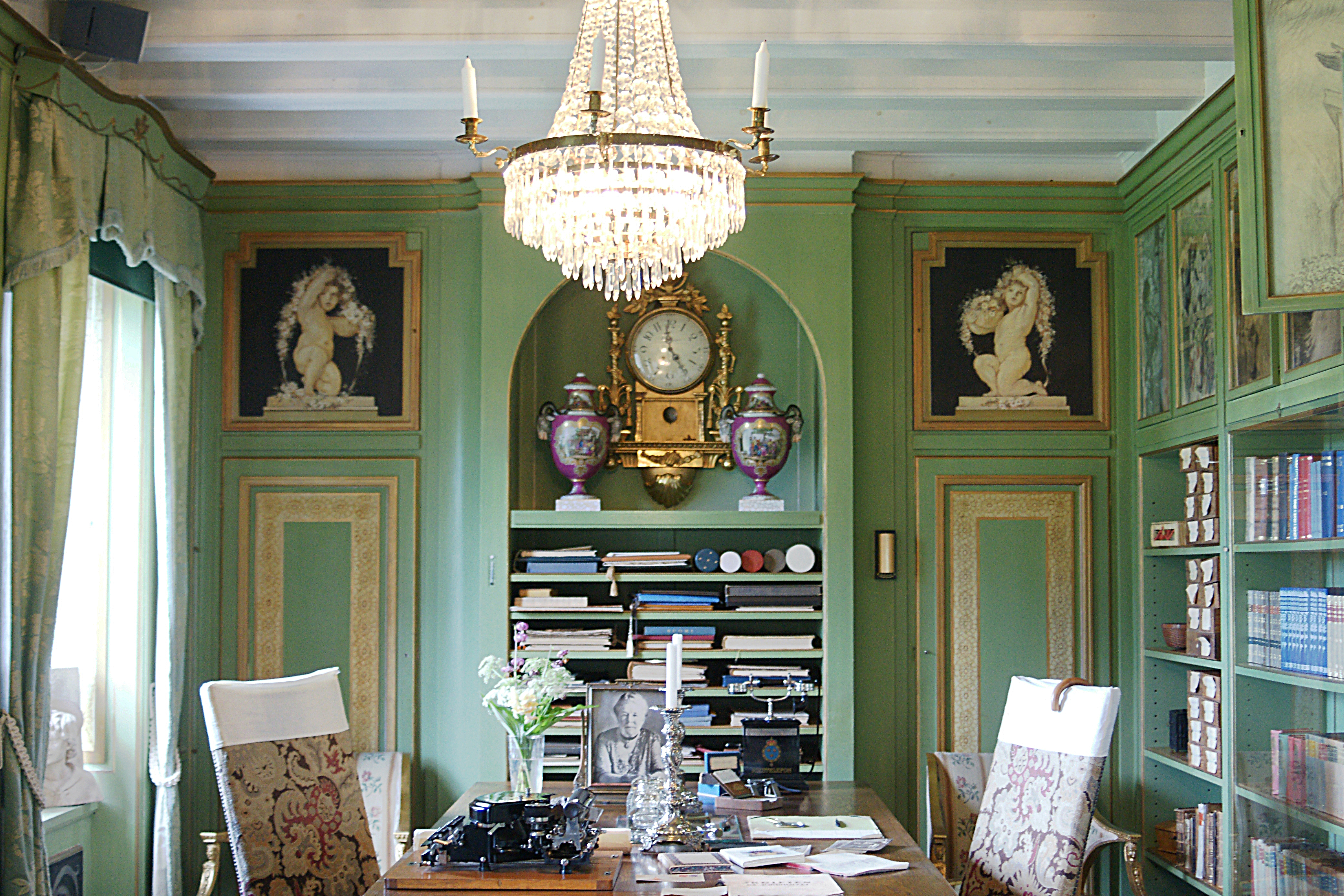
Dolgozószobája mårbackai otthonában

- Svéd Tudományos Akadémia tagja (1914-től)

## Díjak
- Az Uppsalai Egyetem díszdoktora (1907)[4]
- Irodalmi Nobel-díj (1909)